# Borivoje Đorđević
Borivoje Đorđević (Belgrado, 2 de agosto de 1948) é um ex-futebolista profissional sérvio, que atuava como meia.

## Carreira
Borivoje Đorđević fez parte do elenco da Seleção Iugoslava de Futebol da Eurocopa de 1968.  

## Títulos
- Eurocopa de 1968 - 2º Lugar